# ASRGL1
ASRGL1 (англ. Asparaginase like 1) – білок, який кодується однойменним геном, розташованим у людей на короткому плечі 11-ї хромосоми. Довжина поліпептидного ланцюга білка становить 308 амінокислот, а молекулярна маса — 32 055.
| 10         |  | 20         |  | 30         |  | 40         |  | 50         |
| ---------- |  | ---------- |  | ---------- |  | ---------- |  | ---------- |
| MNPIVVVHGG |  | GAGPISKDRK |  | ERVHQGMVRA |  | ATVGYGILRE |  | GGSAVDAVEG |
| AVVALEDDPE |  | FNAGCGSVLN |  | TNGEVEMDAS |  | IMDGKDLSAG |  | AVSAVQCIAN |
| PIKLARLVME |  | KTPHCFLTDQ |  | GAAQFAAAMG |  | VPEIPGEKLV |  | TERNKKRLEK |
| EKHEKGAQKT |  | DCQKNLGTVG |  | AVALDCKGNV |  | AYATSTGGIV |  | NKMVGRVGDS |
| PCLGAGGYAD |  | NDIGAVSTTG |  | HGESILKVNL |  | ARLTLFHIEQ |  | GKTVEEAADL |
| SLGYMKSRVK |  | GLGGLIVVSK |  | TGDWVAKWTS |  | TSMPWAAAKD |  | GKLHFGIDPD |
| DTTITDLP   |  |            |  |            |  |            |  |            |

A: Аланін

C: Цистеїн

D: Аспарагінова кислота

E: Глутамінова кислота

F: Фенілаланін

G: Гліцин

H: Гістидин

I: Ізолейцин

K: Лізин

L: Лейцин

M: Метіонін

N: Аспарагін

P: Пролін

Q: Глутамін

R: Аргінін

S: Серин

T: Треонін

V: Валін

W: Триптофан

Кодований геном білок за функціями належить до гідролаз, протеаз. 
Задіяний у таких біологічних процесах, як ацетилювання, альтернативний сплайсинг. 
Локалізований у цитоплазмі.